# Шутов, Виктор Алексеевич
 Ви́ктор Алексе́евич Шу́тов  (1920 — ноябрь, 1943) — стрелок 2-й стрелковой роты 529-го стрелкового полка (163-я стрелковая дивизия, 38-я армия, Воронежский фронт), красноармеец. Герой Советского Союза.

## Биография
Родился в 1920 году в посёлке Арти в семье рабочего. Беспартийный.

#### Великая Отечественная война
22 июля 1941 года был призван в Красную Армию Артинским РВК.
Красноармеец Шутов отличился в октябре 1943 года в битве за Днепр. Из наградного листа:

Участвуя в Отечественной войне товарищ Шутов неоднократно был в боях против немецких оккупантов, где показывал образцы мужества и геройства, служа всегда примером для других бойцов и командиров.
1 октября 1943 года товарищ Шутов в числе первых на лодке форсировал Днепр. Отражая контратаки противника огнём из своего автомата истребил 13 гитлеровцев. При последующих контратаках противника был выведен из строя расчёт нашего станкового пулемёта. Товарищ Шутов лично сам залег за пулемёт и открыл губительный огонь по немецким оккупантам. В этом бою огнём из пулемёта он уничтожил 3 огневые точки противника и свыше 50 гитлеровцев. Своими умелыми действиями и решительностью в бою не только предотвратил контратаки врага, но и обеспечил переправу целой роты.

Указом Президиума Верховного Совета СССР от 29 октября 1943 года за успешное форсирование реки Днепр, прочное закрепление плацдарма на западном берегу реки Днепр и проявленные при этом отвагу и геройство красноармейцу Шутову Виктору Алексеевичу присвоено звание Героя Советского Союза с вручением ордена Ленина и медали «Золотая Звезда».
Пропал без вести в середине ноября 1943 года в боях под городом Фастов.

## Награды
- Медаль «Золотая Звезда» (29.10.1943)[2];
- орден Ленина (29.10.1943).

## Память
- В посёлке Арти установлена мемориальная доска.
- В деревне Палецкова Байкаловском районе Свердловской области одна из улиц названа именем Героя[4].